# Grace (TV-serie)
Grace är en brittisk kriminal- och dramaserie vars första säsong hade premiär den 4 maj 2021. Första säsongen bestod av två avsnitt. Serien har sedan blivit förnyad med tre ytterligare säsonger. Den fjärde säsongen beräknas ha premiär år 2024. Serien är skapad av Russell Lewis som också skrivit seriens manus.

## Handling
Serien kretsar kring kriminalintendent Roy Grace vid Brightonpolisen som efter sin frus försvinnande mer eller mindre gift sig med sitt jobb.

## Rollista i urval
- John Simm - Roy Grace
- Richie Campbell - Branson
- Rakie Ayola - Alison Vosper
- James D'Arcy - Cassian Pewe
- Sam Hoare -  Cassian Pewe
- Craig Parkinson - Norman Potting
- Laura Elphinstone - Bella Moy
- Brad Morrison - Nick Nicholl
- Amaka Okafor - Emma-Jayne Boutwood
- Zoe Tapper - Cleo Moray
- Clare Calbraith - Sandy Grace
- Adrian Rawlins - Harry Frame